# Canal Beagle
El canal Beagle  es un canal, estrecho o paso marítimo localizado en el extremo austral de América del Sur, que conecta al océano Atlántico con el océano Pacífico. Se localiza a la altura del paralelo 55° sur, entre los meridianos 71° y 66° oeste. Se extiende aproximadamente 240 kilómetros a lo largo de la costa sur de la isla Grande de Tierra del Fuego, desde su unión con el canal Cockburn en la entrada occidental o pacífica hasta el cabo San Pío en su desembocadura oriental en el Atlántico, separando la isla Grande de las islas del sur y sureste del archipiélago fueguino.
Toda la zona occidental del canal está íntegra y totalmente dentro de Chile, mientras que la zona oriental es compartida por Chile y Argentina (al norte Argentina y al sur Chile) formando la frontera entre ambos países.      
A este canal fueguino, que en su recorrido va tomando diversos nombres, se lo divide en tres partes: la parte occidental, la central y la oriental. La parte occidental la forman los canales Brecknock, Ballenero y O'Brien y el seno Darwin hasta la cuadra del seno Garibaldi. La parte central la conforman el brazo del Noroeste y el brazo del Sudoeste y este mismo desde la punta Divide hasta el canal Murray. La parte oriental es la que comprende desde el canal Murray hasta el cabo San Pío.
Entre los meridianos 68°36'38,5" O y 66°25'00" O el canal constituye la frontera internacional entre la Argentina y Chile. El límite corre casi por el centro del canal, haciendo las inflexiones necesarias para asegurar a cada parte la navegación por aguas propias.
Administrativamente, el sector argentino pertenece al departamento Ushuaia de la provincia de Tierra del Fuego, Antártida e Islas del Atlántico Sur, mientras que el sector chileno pertenece a la comuna de Cabo de Hornos de la provincia Antártica Chilena y a la reserva de la biosfera Cabo de Hornos, que forma parte de la región de Magallanes y de la Antártica Chilena. El sector occidental del canal se ubica dentro del parque nacional Alberto de Agostini.

## Historia

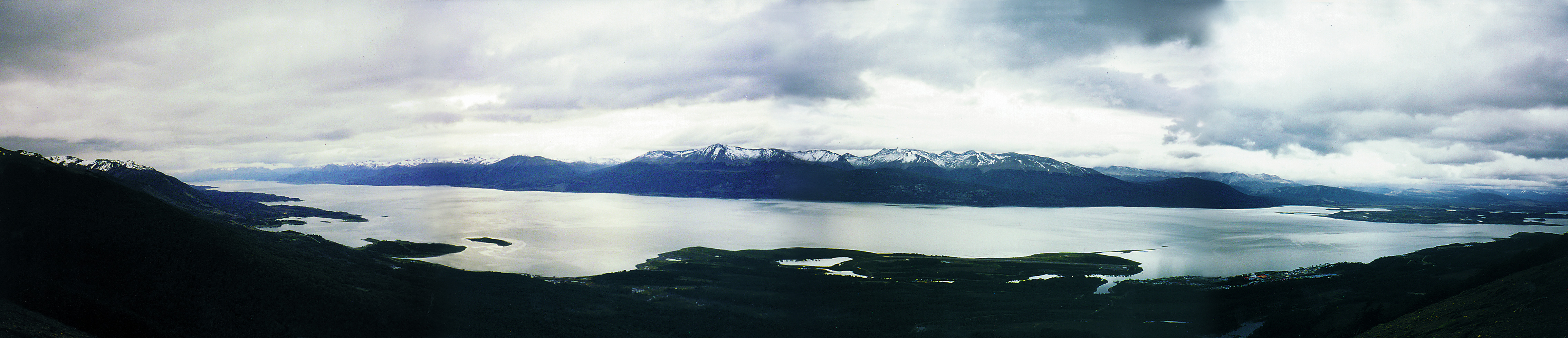
Canal Beagle visto desde Puerto Williams.

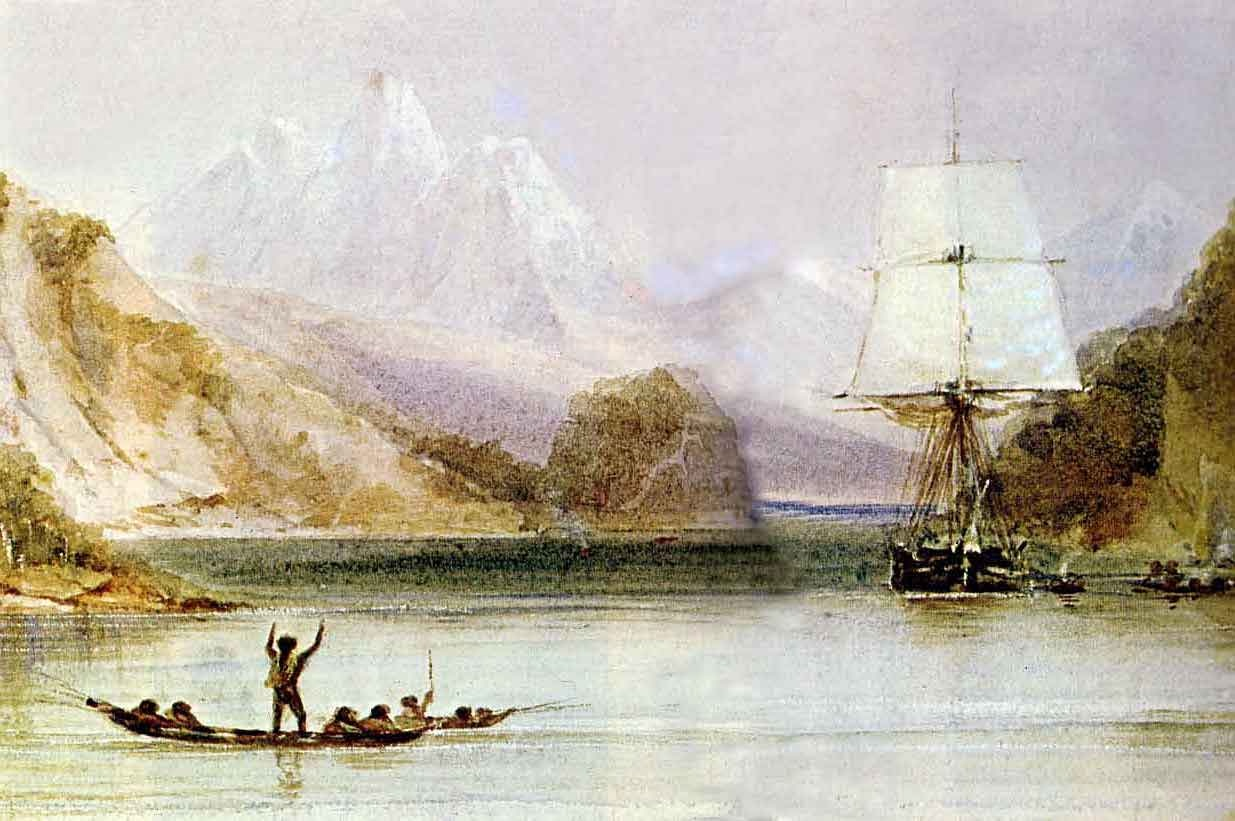
HMS Beagle en el seno Ponsonby en el canal Beagle, por Conrad Martens.

Los canoeros yaganes fueron los primitivos habitantes de las costas del canal Beagle. Fue llamado por ellos canal Onashaga (en idioma yagán: 'canal de los onas')

### Descubrimiento
El nombre Beagle le fue dado en homenaje al buque británico HMS Beagle, que realizaba un estudio hidrográfico de las costas de la parte austral de América del Sur entre 1826 y 1830, integrando la expedición que estaba al mando de Phillip Parker King. En abril de 1830, estando el HMS Beagle fondeado en la bahía Orange, su comandante Robert Fitz Roy envió al oficial de navegación teniente M. Murray a inspeccionar la parte norte de la bahía Nassau. Este oficial descubrió un estrecho paso, el que luego fue bautizado en su honor como canal Murray, que desembocaba en un canal recto, de aproximadamente dos millas o más de ancho, que se extendía de este a oeste hasta donde alcanzaba la vista. A ese canal se lo denominó Beagle.
En el segundo viaje del HMS Beagle, bajo el mando del capitán Fitz Roy, viajaba a bordo el naturalista Charles Darwin, quien tuvo su primera vista de un glaciar al llegar al canal Beagle el 29 de enero de 1833, y escribió en su cuaderno: Muchos glaciares azul berilo, el más bello contraste con la nieve.

### Conflicto del Beagle
La controversia entre Argentina y Chile respecto de la soberanía de las islas del canal Beagle fue resuelta mediante la firma del Tratado de Paz y Amistad en 1984. El acuerdo fue alcanzado por mediación del papa Juan Pablo II luego de que Argentina declarara nulo el laudo arbitral de la reina británica de 1977, que había sido solicitado por ambos países para resolver la disputa, poniéndolos al borde de la guerra. Respecto de la boca oriental del canal Beagle ambos países se apoyaron en los escritos de sus descubridores para afirmar sus respectivas posiciones. El capitán King expresó en 1832 en su libro Sailing Directions for the coasts of Eastern and Western Patagonia:

To the north of Lennox Island is the eastern opening of the Beagle Channel.
 Traducción: Al norte de la isla Lennox está la boca oriental del canal Beagle.

En la opinión argentina con al norte King se refiere al norte geográfico verdadero, lo cual corresponde a partir de la Punta Navarro al paso Picton, entre las islas Navarino y Picton, desde donde el canal desembocaba en la bahía Oglander, situada al norte geográfico de Lennox.
En la opinión chilena al norte se refiere al norte magnético, entonces situado a unos 20° al este del norte verdadero, por lo que la boca oriental correspondería a partir de la punta Navarro a la bahía Moat, situada entre la isla Grande de Tierra del Fuego y las islas Picton y Nueva, hasta desembocar en el mar abierto en la línea que une la punta Jesse (en Tierra del Fuego) y la punta Oriental de la isla Nueva.
De los dos brazos, el brazo Picton posee mayor profundidad que la bahía Moat (llamada canal Moat por Argentina). La corte arbitral consideró que no era su atribución establecer cuál de los brazos era el verdadero curso que sus descubridores atribuyeron al Beagle, sino que debía establecer cuál era el curso al que se refiere el tratado de 1881, que dedujo correspondía al señalado en las cartas del capitán Fitz Roy, única cartografía del área en la época, el cual demostró era el brazo Moat, otorgándole así a Chile la totalidad de las islas ubicadas al sur de ese brazo. La corte arbitral interpretó que Argentina opinaba que el canal Beagle desde la punta Navarro continuaba por el paso Picton y luego seguía hacia el suroeste por el canal Goree entre las islas Navarino y Lennox, para desembocar en la bahía Nassau en la línea que une punta María (en Navarino) con punta Guanaco (en Lennox), interpretación que Argentina mencionó entre las causales por las que declaró insanablemente nulo al laudo arbitral.

## Recorrido

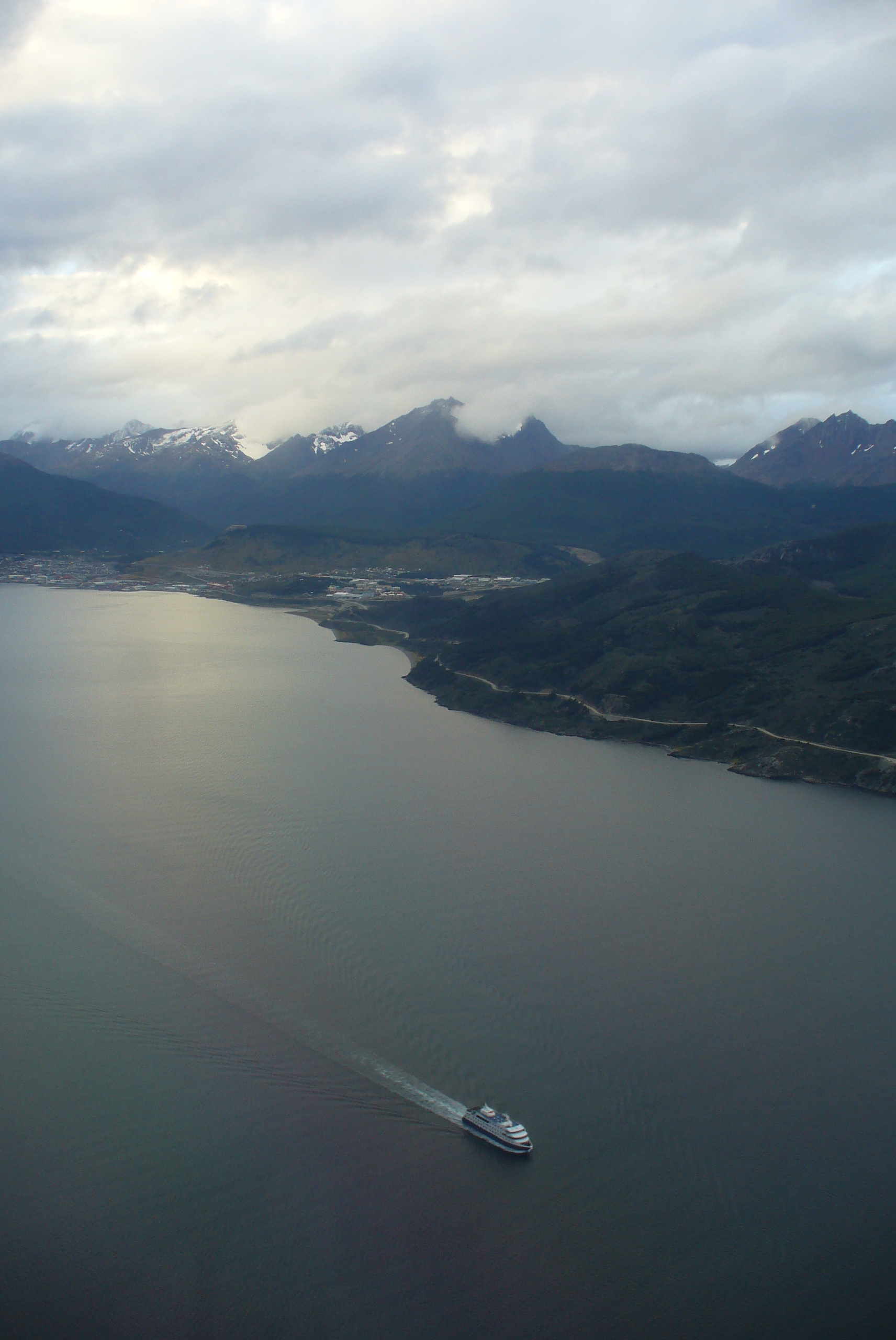
Vista aérea del canal.

En su recorrido de aproximadamente 200 millas en el cual toma diferentes nombres, separa la isla Grande de Tierra del Fuego de las islas del Sur y Sureste dentro del archipiélago fueguino.
A continuación se detallan los nombres que toma el canal en su recorrido de oeste a este con sus características principales y se describen las principales islas que se encuentran a su paso.

### Parte occidental

#### Canal Brecknock
Es la parte más occidental del canal Beagle. Mide unas 28 millas de largo, siendo su curso bastante sinuoso. Se extiende desde el extremo oeste de la isla Aguirre, donde se une con el canal Cockburn, hasta la entrada oeste de bahía Desolada.
Su ribera norte la forman la costa sur de la península Brecknock y las islas Aguirre y Brecknock. Su ribera sur está formada por las islas del grupo Camden, siendo las principales Astrea, London y Sídney.
Desde hace unos 6000 años sus aguas eran recorridas por los pueblo kawésqar y yámanas, nómades canoeros y recolectores marinos, lo cual duró hasta mediados del siglo XX, cuando prácticamente ya habían sido extinguidos por la acción del hombre blanco.

#### Canal Ballenero
El canal Ballenero, en su entrada occidental, se ensancha formando el gran seno denominado bahía Desolada y se prolonga por más de 32 millas en dirección estesureste. Termina por el oriente frente al islote Redondo, que está cerca de la costa sur de la isla O'Brien, continuando hacia el este con el nombre de canal O'Brien.
Su ribera norte la forma la costa sur de la isla Grande de Tierra del Fuego; en la que se forman profundos senos y estuarios. Cubre esta parte una sola e inmensa sábana de hielo que se derrama por los valles en ventisqueros gigantescos que llegan al mar; el espectáculo es grandioso, pero desolado. Su ribera sur está formada en su mayor parte por la isla Stewart.

#### Canal O'Brien
El canal corre entre la costa sur de la isla O'Brien y la costa Norte de la isla Londonderry. Desde su entrada occidental como continuación del canal Ballenero en el islote Redondo se prolonga por unas 10 millas hasta su término en la punta Americana, en el extremo oriental de la isla O'Brien, en que inicia su paso por el seno Darwin.
El ancho del canal en su entrada oriental es de 1 milla, que luego se reduce a solo 3 cables por la presencia de algunas rocas e islotes que se mantienen hasta su término frente al islote Redondo.
La profundidad de sus aguas es considerable aún en las partes más angostas y como el curso no presenta cambios importantes, ni las corrientes son de consideración, su navegación aunque requiere atención es segura para las naves.

#### Seno Darwin
El seno Darwin es un gran cuerpo de mar cuyos límites son por el Norte la costa de la isla Grande de Tierra del Fuego, entre los senos Ventisquero y Garibaldi, en una extensión de aproximadamente 14 millas; al Sur las islas Darwin y Thomson y al oeste la isla O'Brien, el grupo de los Timbales y la isla Londonderry. Casi al centro del seno se encuentra la isla Chair.
En sus contornos desembocan los siguientes canales: en el lado Oeste los canales O'Brien y Pomar, al Este el brazo Noroeste y por el Sur los canales Barros Merino y Thomson.

### Parte central

#### Brazo del Noroeste
Su entrada occidental, en su unión con el seno Darwin, tiene 3 millas de ancho, las que disminuyen hasta 0,5 millas en su boca oriental, entre la isla del Diablo y la punta Divide, extremo oriente de la isla Gordon. Su largo es de aproximadamente 30 millas.
Su dirección general es sucesivamente hacia el este y al estesureste. Lo orillan montañas altas y escarpadas que caen casi verticales al mar. Las aguas son profundas y limpias. Las corrientes son bastante sensibles y producen violentas revesas al encontrarse con las que vienen del brazo del Sudoeste.
Las quebradas y valles que separan las montañas están cubiertos por inmensos ventisqueros que descienden hasta el mar. Los faldeos de las montañas están cubiertos por una densa vegetación vigorosa y lozana que contrasta con la blancura de los ventisqueros. En estos bosques predomina el ñirre.

#### Brazo del Sudoeste
El canal corre en dirección general 256° entre dos cadenas de montañas paralelas y de unos 1000 metros de altura de las islas Gordon y Hoste. Su ancho varía entre 3 cables y una milla. Su largo es de aproximadamente 32 millas.
Su boca oriental se encuentra entre la isla del Diablo y la punta Divide, extremo oriente de la isla Gordon, y su salida occidental la señala el cabo Kekhlao de la isla Hoste y desemboca en la bahía Cook, orientada a las aguas abiertas del océano Pacífico.
Las corrientes de marea son muy fuertes y producen numerosos escarceos y revesas.

#### Parte central
Lo que se denomina como la parte central del canal Beagle se extiende en dirección general 255° - 075° por unas 30 millas desde la isla Gordon hacia el oriente hasta frente a la península Ushuaia. Su ancho es de 1,5 millas y sus aguas son limpias y profundas.
La costa norte del canal, conformada por la parte sur de la isla Grande de Tierra del Fuego, es alta, destacándose el pico Francés y los montes Las Pirámides y Martial. En esta costa se forman dos grandes bahías: Yendegaia y Lapataia.
La costa sur, conformada por la costa norte de la isla Hoste, es mucho más baja, con colinas que se desprenden de los montes Sampaio. La costa es bastante recortada y sinuosa pero sin bahías de importancia. Sus aguas son sucias.
Esta sección del canal Beagle fue descubierta en abril de 1830 por el teniente M. Murray, oficial de navegación del HMS Beagle, nave que bajo el mando del comandante Robert Fitz Roy se encontraba fondeada en la bahía Orange efectuando los trabajos de levantamiento encomendados a la expedición inglesa enviada bajo el mando del comandante Parker King a la región austral de América por el almirantazgo británico.

### Parte oriental
El canal Beagle en su parte oriental corre entre la costa sur de la isla Grande de Tierra del Fuego y las costas norte de las islas Navarino, Picton y Nueva. Su dirección general es Oeste-Este por 45 millas hasta el meridiano de la isla Snipe, cuando gira hacia el sudeste para salir al mar de la Zona Austral por el oriente, entre el cabo San Pío y la punta Orejas de la isla Nueva.
El sector oriental de este tramo, el cual posee profundidades en promedio de 70 m y es denominado paso Moat en algunas publicaciones, sólo desde el último período del siglo XIX pasa a ser el más empleado por las embarcaciones, al iniciarse la navegación de vapor, en sí misma o como complemento de la de vela. Por él corre el límite internacional argentino-chileno, además de que por el mismo transita el tráfico marítimo desde el Atlántico hacia los puertos del Beagle o del Pacífico.
Paso Picton
El brazo o paso Picton es un canal marítimo que discurre entre la isla Navarino y la isla Picton. Se abre hacia el Sudeste desde las aguas del Beagle situadas al oeste de las islas e islotes que anteceden a la punta Ganado del Noroeste de la isla Picton. Es más profundo que el paso Moat (con promedios superiores a los 100 m). El paso Picton era el brazo mayormente empleado desde su descubrimiento y durante la época de la navegación a vela, pues era más reparado de los fuertes vientos locales que el septentrional. Charles Darwin lo señaló en Diario del viaje de un naturalista alrededor del mundo o El viaje del Beagle. Hoy ha quedado en desuso excepto cuando, desde el tramo medio del canal Beagle, el objetivo es alcanzar la isla Lennox, el archipiélago del cabo de Hornos o la Antártida.
Islas del sector
Dentro del canal hay numerosas islas que dan nacimiento a bajos fondos. Frente a la bahía de Ushuaia se encuentra un numeroso grupo de islas e islotes en el que destacan las islas Bridges y los islotes Eclaireurs; más al oriente la isla Gable disminuye el ancho del canal formando el paso Mackinlay.

## Principales islas que baña
Entre las principales islas con costas bañadas por el Beagle se encuentran:

### Isla Grande de Tierra del Fuego
Es la isla más grande del archipiélago de Tierra del Fuego. Se extiende al norte del canal Beagle, desde el canal Cockburn hasta el cabo San Pío. Tiene la forma de un gran triángulo, con una altura de 140 millas, sobre el meridiano de punta Anegada, por 240 millas de base.
Es compartida por la Argentina y Chile. 29 484,7 km² situados en su sector occidental pertenecen a Chile, los que representan el 61,43 % del total de la superficie insular, mientras que pertenecen a la Argentina los restantes 18 507,3 km² situados en la parte oriental, los cuales representan un 38,57 % del total de la isla.

### Isla London
Es la mayor del grupo de las Camden y su contorno y relieve son muy irregulares. Tiene una orientación Noroeste-Sureste con un largo de 8 millas en esa dirección y un ancho mayor de 2 millas.
En la parte Noroeste se alza el pico San Pablo, con una elevación de 734 m s. n. m. y en la parte sudeste el pico Horacio, de 488 m s. n. m.
Por su lado Noroeste corre el canal Brecknock, por el Este el paso Pratt que la separa de la isla Sídney, por el Sur y el Oeste las aguas abiertas del océano Pacífico.

### Isla Stewart
Tiene una orientación Oeste-Este, con un largo de 20 millas en esa dirección y de 7 millas en su ancho mayor. Es alta y de relieve muy irregular.
Presenta algunas cumbres y picachos muy característicos, tales como el cerro Yunque (de 551 m s. n. m.), el pico Stewart (de 871 m s. n. m.), el cerro Puntiagudo (de 681 m s. n. m.) y el pico Doble (de 645 m s. n. m.). Entre sus montañas hay quebradas y valles profundos que llegan hasta el mar, donde forman bahías y esteros no aptos como fondeaderos por sus grandes profundidades.
Por su lado Norte corre el canal Ballenero; por el Oeste la bahía Desolada; el paso Adventure la separa de la isla Londonderry por el Este y de las islas Gilbert por el Sur.

### Isla Londonderry
Tiene una orientación Oeste-Este con un largo de 25 millas en esa dirección y de 9 millas en su ancho mayor. Su costa es de contornos muy irregulares. En su periferia se forman muchas bahías y penínsulas que la hacen parecer como un grupo de islas.
De relieve muy irregular, tiene montañas con altitudes de hasta 731 m s. n. m. En las montañas del sector occidental hay varios glaciares.
Por su lado Norte corren los canales Ballenero y O'Brien; por el Este el canal Thomson la separa de las islas Darwin, Thomson y Hoste; por el Sur la baña las aguas abiertas del océano Pacífico; y por el Oeste el paso Adventure la separa de la isla Stewart.

### Isla O'Brien
Tiene una orientación Oeste-Este, con un largo de 13,5 millas en esa dirección y de 5,5 millas en su ancho mayor. Como toda la región que la rodea es muy montañosa y boscosa.
La isla divide el canal Beagle en dos ramas, los canales Pomar y O'Brien, que corren el primero por su lado Norte y que la separa de la isla Grande de Tierra del Fuego y el segundo por el lado Sur y que la separa de la isla Londonderry.
En su lado Sur se elevan cumbres y picachos que miden entre 600 y 1000 m s. n. m., siendo especialmente notable por su aspecto y altura el monte Fantasma, de 677 m s. n. m.
En su costa Norte se encuentran el puerto Almeida y puerto Ballenas. En la costa Sur está la caleta Canales y el surgidero Fantasma.

### Isla Gordon
Se sitúa en el lado oriental del seno Darwin, dividiendo el canal Beagle en dos pasajes llamados brazo del Noroeste y brazo del Sudoeste, que corren por el Norte y Sur de la isla, respectivamente. El brazo del Sudoeste desemboca en las aguas abiertas del océano Pacífico en la bahía Cook, causa por la cual esta ruta no es recomendable para la navegación. En cambio sí lo es el brazo del Noroeste, que además forma la continuación del canal Beagle desde el seno Darwin hacia el oriente.
Tiene una orientación Oeste-Este, con un largo de 28 millas en esa dirección y de 9,5 millas en su ancho mayor. Se asemeja a un triángulo isósceles con su base hacia el occidente. Es montañosa y termina en el Este en la punta Divide, que como una cuña da origen a los canales mencionados. En su sector oriental hay un pico sin nombre de 1584 m s. n. m.
En su costa Norte se forman dos entradas profundas, las bahías Tres Brazos y Romanche. En la costa Sur solo se ubica la bahía Fleuriais.

### Isla Hoste
Esta es una de las islas de mayor superficie del archipiélago fueguino y de las de mayor extensión de costa o perímetro, debido a su especial configuración formada por cinco penínsulas principales: Cloué, Rous, Hardy, Pasteur y Dumas, entre las cuales el mar penetra profundamente formando senos y bahías de variadas dimensiones y direcciones.
Es muy montañosa, con cumbres que sobrepasan altitudes de 1000 m s. n. m., que están cubiertas de hielo y nieve, formando además grandes ventisqueros, especialmente en la península Cloué.
Por el Oeste se encuentra la bahía Cook; por el lado Norte corren el brazo Sudoeste y el canal Beagle; por el Este el canal Murray, el seno Ponsonby y la bahía Nassau; y, finalmente, por el Sur enfrenta a las aguas abiertas del océano Pacífico.

### Isla Navarino
Esta gran isla mide 46 millas de largo en el sentido oeste-este, y 22 millas de ancho en el sentido norte-sur. Es montañosa y de relieve irregular; en su interior está cubierta de bosques y sus costas son bajas, con pastos que permiten la crianza de ganado lanar.
En ella se encuentra la caleta Wulaia, que en la antigüedad fue un centro de reunión del pueblo yámana. Puerto Williams, en su ribera norte, es la capital de la provincia.
Por su lado Norte corre el canal Beagle, por el Este los pasos Picton y Goree la separan de las islas Picton y Lennox, por el Sur está la bahía Nassau y por el Oeste el canal Murray la separa de la isla Hoste.

### Isla Picton
La isla Picton forma parte del archipiélago de Tierra del Fuego, ubicado en la región austral de Chile. Mide alrededor de 11 millas de largo en dirección Noroeste-Sudeste por cerca de 4 millas en su parte más ancha.
Por sus costas Norte y Este corre el canal Beagle, que la separa de la isla Grande de Tierra del Fuego y de la isla Nueva; por el Sur la bahía Oglander la separa de la isla Lennox; y por el Oeste el paso Picton la separa de la isla Navarino.
Administrativamente pertenece a la Región de Magallanes y de la Antártica Chilena, de la Provincia de la  Antártica Chilena, en la comuna Cabo de Hornos.
Desde hace aproximadamente 6000 años hasta mitad del siglo XX sus costas y valles interiores fueron habitadas por los yámana.

### Isla Nueva
La isla Nueva forma parte del archipiélago de Tierra del Fuego, ubicado en la región austral de Chile. Mide alrededor de 8 millas de largo en dirección oeste-este por 5,5 millas de norte a sur.
Forma la parte sur de la boca oriental del canal Beagle. El paso Richmond la separa de las islas Picton y Lennox.
Administrativamente pertenece a la Región de Magallanes y de la Antártica Chilena, de la Provincia de la  Antártica Chilena, en la comuna Cabo de Hornos.
Desde hace aproximadamente 6000 años hasta mitad del siglo XX sus costas y valles interiores fueron habitadas por los yámana.

### Poblaciones ribereñas

#### En Argentina
- Ushuaia. Esta ciudad es la capital del Departamento Ushuaia y de la Provincia de Tierra del Fuego, Antártida e Islas del Atlántico Sur.Vista de Ushuaia, Tierra del Fuego, Argentina.

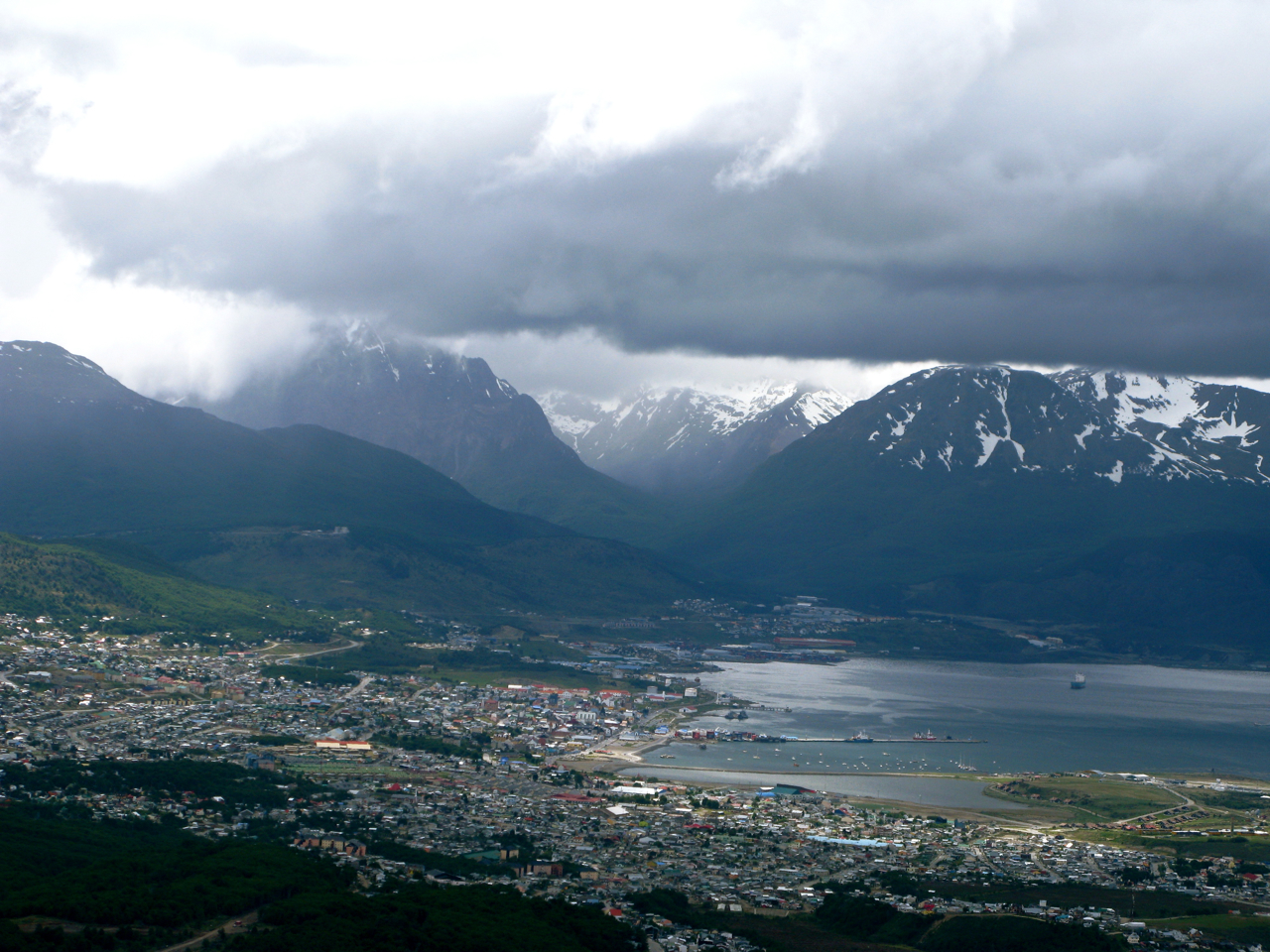
Vista de Ushuaia, Tierra del Fuego, Argentina.

- Puerto Almanza. Pequeño poblado frente a Puerto Williams.

#### En Chile
- Puerto Williams. Esta ciudad, ubicada en la costa Norte de la isla Navarino, es la capital tanto de la Agrupación de Comunas de Cabo de Hornos y Antártica como de la Provincia Antártica Chilena.Puerto Williams en 1957.

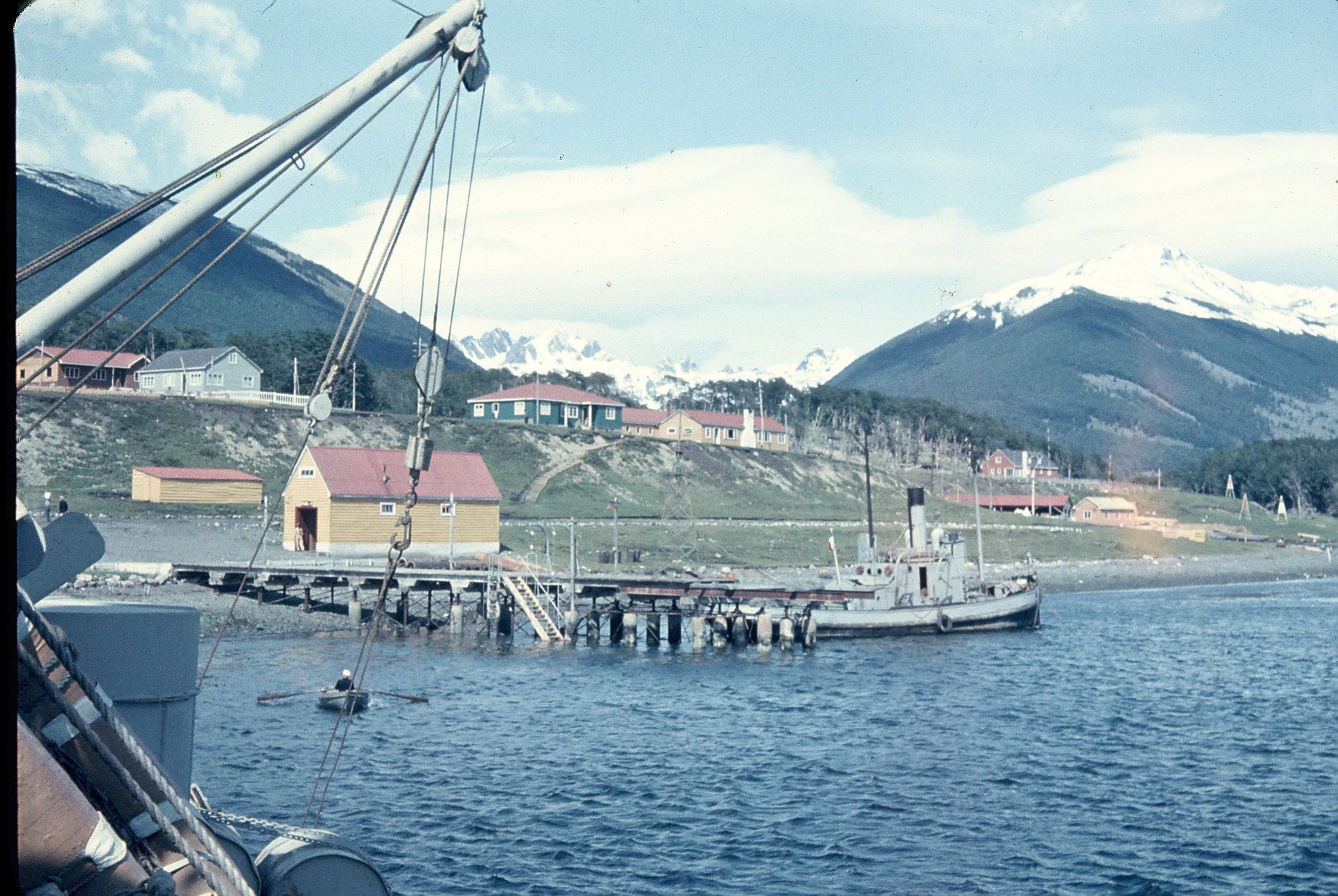
Puerto Williams en 1957.

- Puerto Toro. Poblado ubicado en la costa Este de la isla Navarino, sobre el paso Picton.

### Rasgos fisiográficos

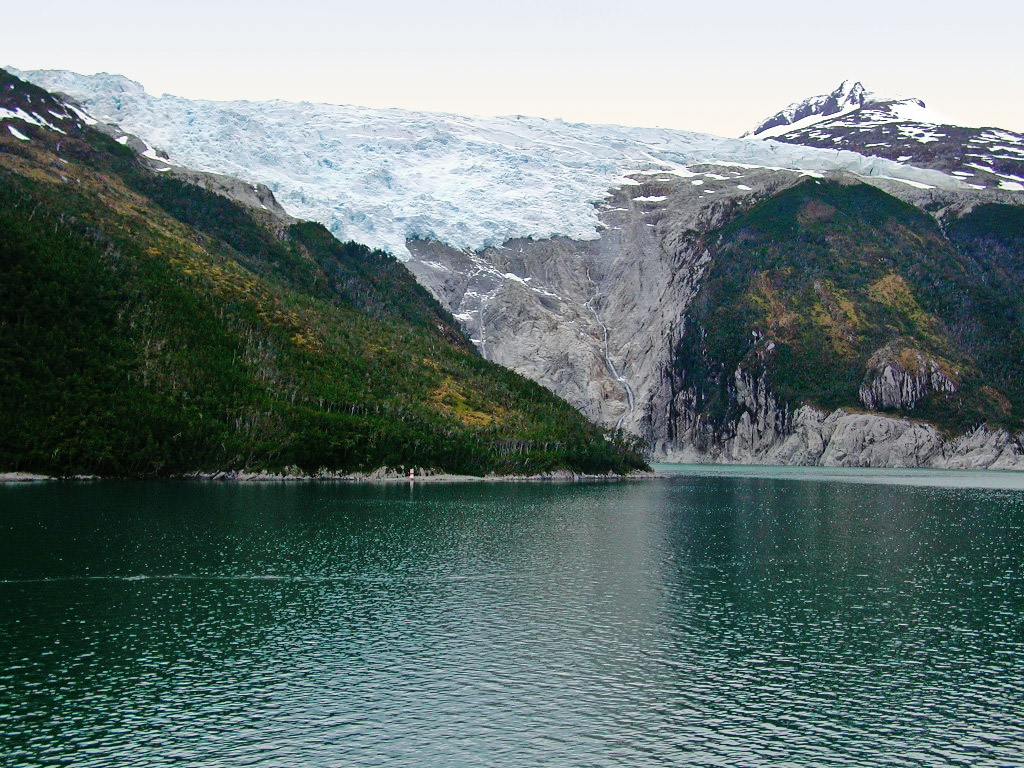
Glaciar Romanche junto al canal Beagle en el sector chileno de la isla Grande.

Por sus rasgos fisiográficos ha sido caracterizado como un canal costanero, longitudinal y concordante. Se extiende a lo largo de 280 km, con dirección general Oeste-Este, poniendo en comunicación las aguas de los océanos Pacífico y Atlántico, desde el extremo del denominado brazo Suroeste, que forma la bahía Rafagales, hasta su boca oriental norte, en el cabo San Pío.
Tanto en su porción occidental como en la oriental el canal posee varias entradas, brazos o bocas, los cuales facilitan a los navíos el acceder a él desde variados rumbos o el dirigirse desde el mismo hacia distintas procedencias.
Ancho
El ancho promedio del canal de Beagle es un poco mayor a las 2 millas náuticas. Posee dos angosturas máximas: en la zona oriental el paso Mackinlay, de unos 7,5 cables (1,3 km), y en la zona occidental la zona de punta Divide, en donde es sólo de 3,5 cables de ancho.

### Rasgos oceanográficos
El canal Beagle comparte las características biológicas e hidrográficas del océano Pacífico, posición que es sostenida por el gobierno de Chile, que lo considera un brazo de dicho océano en el marco de la teoría de la división natural de los océanos. De acuerdo a la posición oficial del gobierno de Argentina, postulada en el marco del principio bioceánico, el canal Beagle es un paso interoceánico no perteneciente a ningún océano. Para la Organización Hidrográfica Internacional, que no se pronuncia sobre la pertenencia real a un determinado océano de los sectores marítimos en que dividió al mundo, a los fines de uniformar las publicaciones marítimas adjunta los estrechos y canales marítimos a único océano, incluyendo al canal Beagle implícitamente en sus mapas como parte del Pacífico, pero sin adjudicarle una entidad propia como brazo de mar.
Profundidad
Las mayores profundidades se presentan en la zona occidental, desde el canal Murray hacia sus brazos occidentales, donde se sondearon alrededor de 300 m. En la zona media (frente a Ushuaia) es de entre 150 y 200 m. Las menores profundidades se presentan en el paso Mackinlay, entre la isla Gable y Navarino, con tan sólo 14 m.

### Origen geológico
El origen del canal se remonta a las últimas fases de las glaciaciones cuaternarias, como resultado del avance de un glaciar que descendió de la cordillera Darwin y avanzó por un valle longitudinal; posteriormente, ante el retroceso posglacial, fue invadido por el mar. Son diversos los rasgos que atestiguan estos procesos geológicos; entre ellos destaca el perfil transversal de forma de "U", con la berma visible, así como la presencia de morrenas laterales e islas rocosas pulidas por el hielo.

### Biodiversidad
Sus aguas son incluidas en la ecorregión marina canales y fiordos del sur de Chile. Son ricas en aves y mamíferos marinos, peces y diversos invertebrados, de los cuales se destaca especialmente la centolla patagónica de carne famosa por su delicado sabor, constituyéndose en el plato culinario típico de la comarca.
Por su riqueza ornitológica, la zona del canal Beagle está catalogada como una de las áreas importantes para la conservación de las aves de Argentina.

## El desafío de cruzar el canal
El 2 de marzo de 2020, la chilena Bárbara Hernández se convirtió en la primera mujer en cruzar el canal a nado: recorrió en 1 hora 55 minutos los 9.4 kilómetros en aguas con temperatura promedio de 7.9 grados Celsius.